# キャント・バイ・ミー・ラブ (テレビドラマ)
『キャント・バイ・ミー・ラブ』（英語: Can't Buy Me Love）は、フィリピンのテレノベラ。カパミリア・チャンネルで2023年10月6日から2024年5月10日まで放送された。 主演はベル・マリアーノとドニー・パンギリナン。

## キャスト
ビンゴ マリアーノ
演：ドニー・パンギリナン
キャロライン ティウ
演：ベル・マリアーノ
サルバシオン・"ネネ"・リベラ
演：ノヴァ・ヴィラ
ウィルソン・ティウ
演：ローウェル・サンチャゴ
シンディ・ティウ
演：アゴット・イシドロ
ジーナ・タン
演：ルファ・グティエレス
アニー・マリアーノ
演：イナ・ライムンド
アイリーン・ティウ
演：マリス・ラカル
ベッティーナ・ティウ
演：カイラ・エストラーダ
チャールストン・ティウ
演：アルビーカジノ
スヌープ・マナンサラ
演：アンソニー・ジェニングス
カルロ・ティウ
演：ジョアン・コンスタンシア
スティーブン・タンフエコ
演：ダレン・エスパント
キャシー・チャン
演：セレステ・レガスピ